# Шекпеер
Сільське поселення (сумон) Шекпеер входить до складу Барун-Хемчицького кожууна Республіки Тива Російської Федерації.

## Населення
Населення сумона станом на 1 січня року
| Рік    | 2011 | 2012 | 2013 | 2014 | 2015 |
| ------ | ---- | ---- | ---- | ---- | ---- |
| Насел. | 1269 | 1231 | 1245 | 1242 | 1237 |